# べんり菜
べんり菜、便利菜（べんりな）は葉物野菜の1種。学名はBrassica rapa。
小松菜とチンゲン菜とを掛け合わせた葉物野菜で、両方の性質を併せ持ち、和食、洋食、中華料理のほか、漬物にと幅広く利用できて便利であることから名づけられたとされる。
栽培の面でも暑さ、寒さに強く成長も早く、失敗することなく栽培ができる。スーパーマーケットでは一年を通じて販売されており、家庭菜園でも種まき時期をずらすことで年間を通して収穫できる。